# Diego Nicolaievsky
Diego Oscar Nicolaievsky (Buenos Aires, 20 aprile 1993) è un calciatore argentino, centrocampista del Maccabi Herzliya.

## Caratteristiche tecniche
È un esterno destro.